# Miejski Urząd Bezpieczeństwa Publicznego w Radomiu

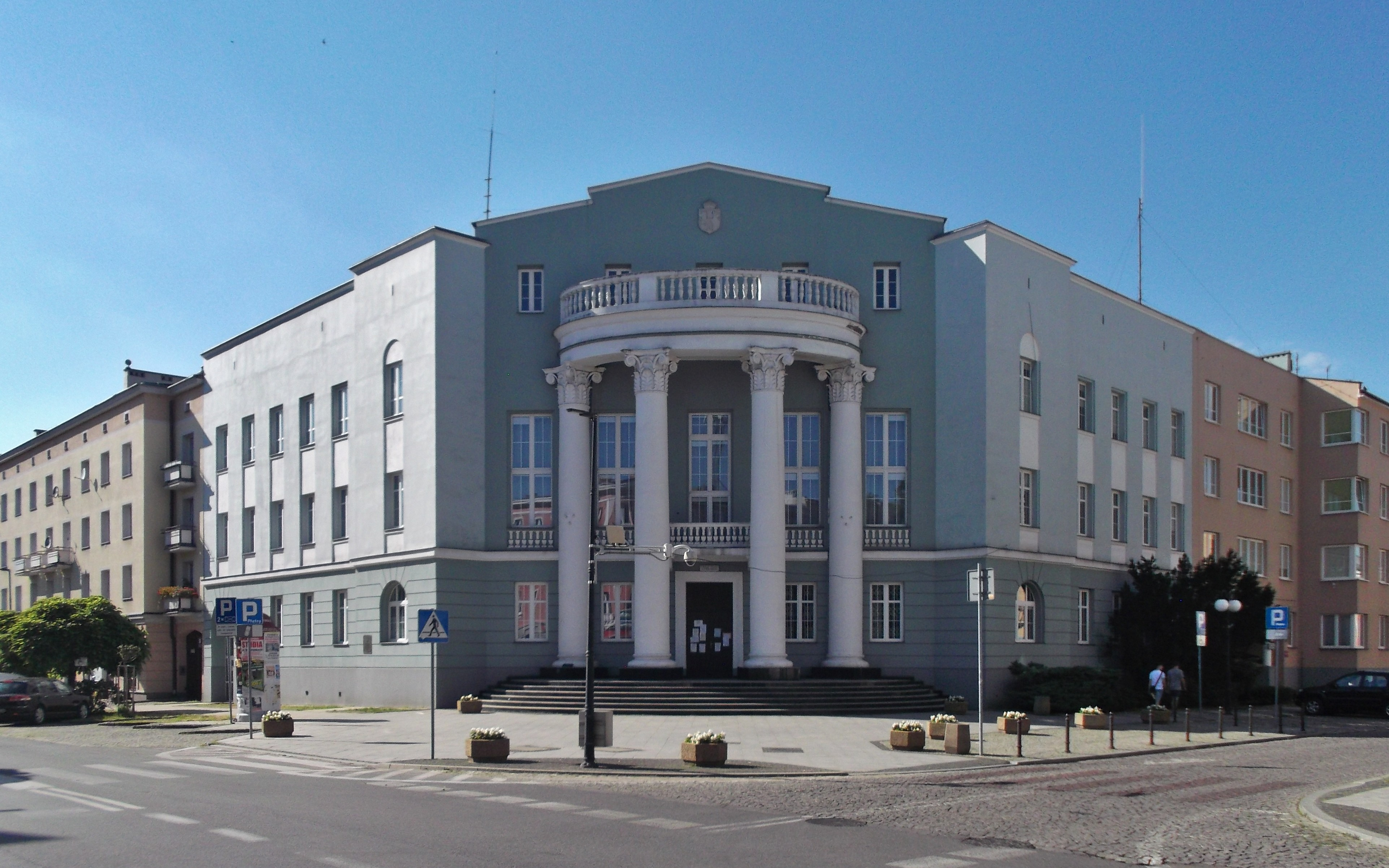
Dawna siedziba Miejskiego Urządu Bezpieczeństwa Publicznego w Radomiu przy ul. Moniuszki 9, a obecnie Gmach Powiatowego Związku Samorządowego w Radomiu

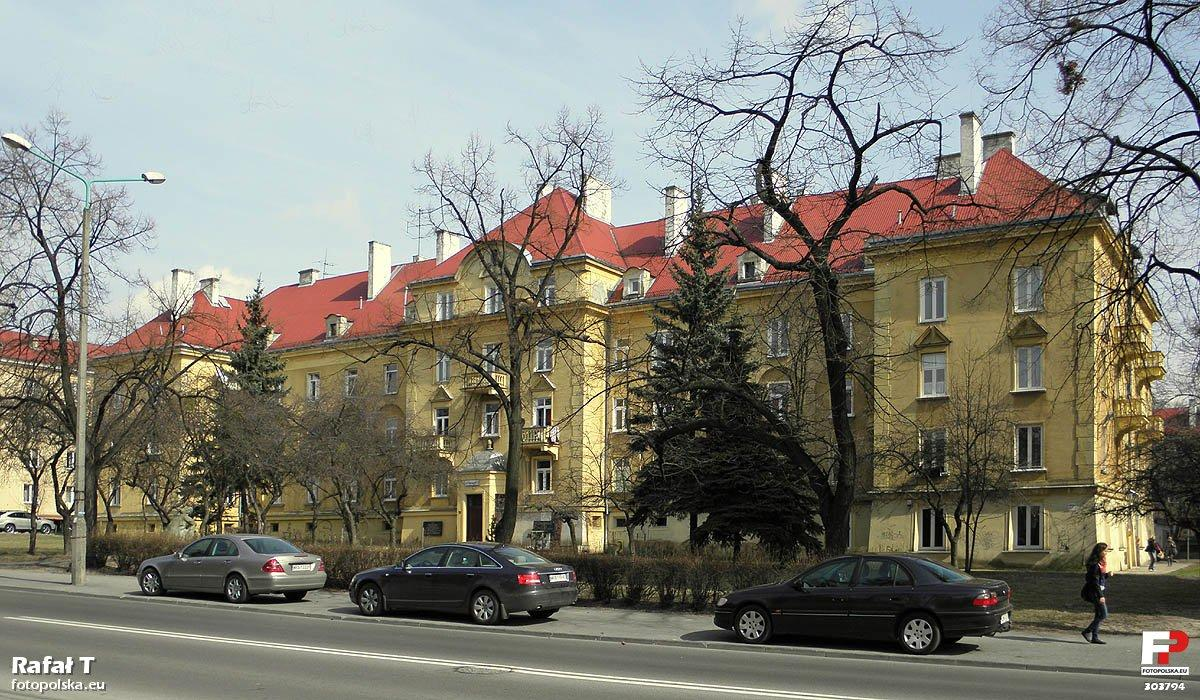
Dawna siedziba Miejskiego Urządu Bezpieczeństwa Publicznego w Radomiu przy ul. Kościuszki 6

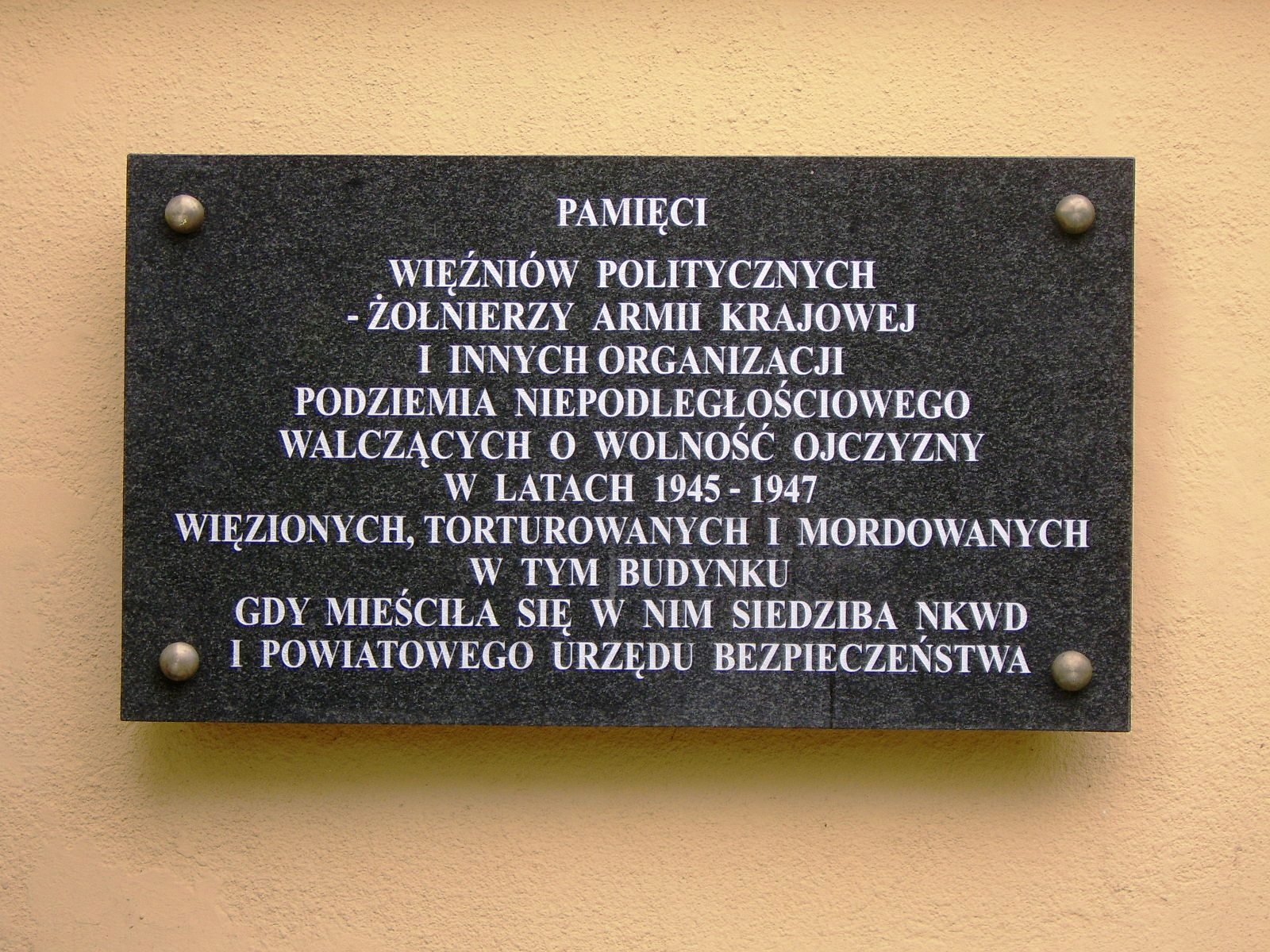
Tablica pamiątkowa na budynku przy ul. Kościuszki 6

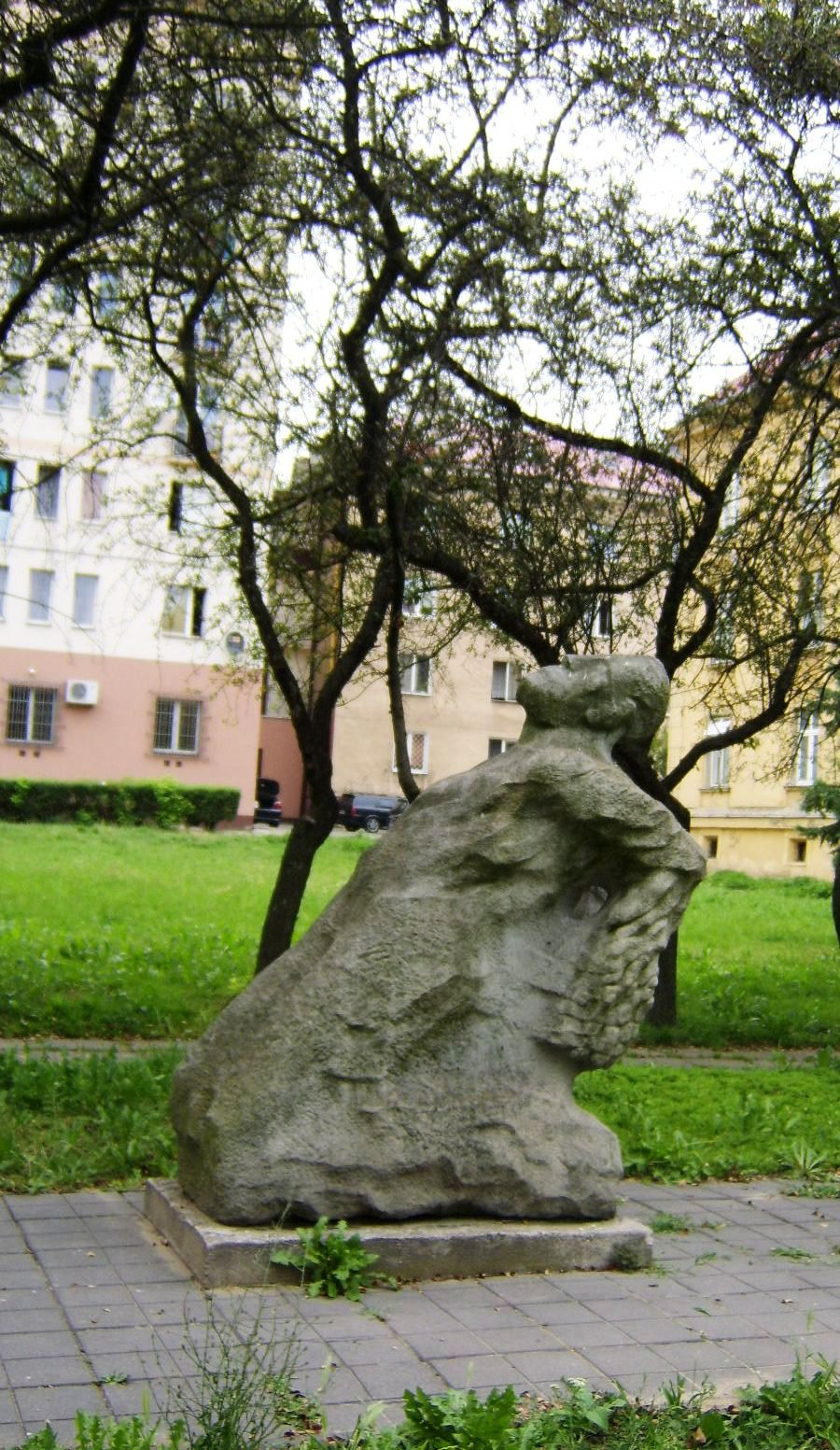
Pomnik przy ul. Kościuszki 6

Miejski Urząd Bezpieczeństwa Państwowego w Radomiu (MUBP Radom) – jednostka terenowa Ministerstwa Bezpieczeństwa Publicznego operująca na terenie miasta Radom w latach 1945-1954, z siedzibą przy ul. Moniuszki 9, a od 1947 przy ul. Kościuszki 6.
Podlegał bezpośrednio WUBP w Kielcach.

## Kierownictwo
Kierownicy (szefowie):
- 22 sierpnia 1945: Czesław Byk vel. Borecki (s. Bronisława, ur. 1922 w Małachowie k. Opatowa)
- 29 sierpnia 1946: Józef Pronobis (ur. 10 marca 1907 w Bodzechowie)

Zastępcy kierownika (zastępcy szefa):
- 20 maja 1945: Romuald Głowacki (s. Stanisława, ur. 5 października 1918 w Białozórce koło Dubna, ob. Ukraina)
- 23 sierpnia 1946: Stefan Mareczko (s. Franciszka, ur. 3 sierpnia 1920 w Zakrzówku w Lubelskiem)
- 28 maja 1947: Tadeusz Frańczak (s. Piotra, ur. 31 maja 1906 w Ostrowcu Świętokrzyskim)

## Śledztwa w sprawie zbrodni komunistycznych dokonanych przez funkcjonariuszy urzędu
Instytut Pamięci Narodowej prowadził liczne śledztwa w sprawie zbrodni komunistycznych dokonanych przez funkcjonariuszy tego urzędu, m.in.:
- Śledztwo w sprawie zbrodni komunistycznej, stanowiącej również zbrodnię przeciwko ludzkości, polegającej na fizycznym i moralnym znęcaniu się nad Mieczysławem B. w okresie od dnia 26 września 1945 r. i przez kolejny miesiąc, przez funkcjonariuszy Powiatowego Urzędu Bezpieczeństwa Publicznego w Radomiu oraz stosowaniu niedozwolonych metod śledczych w postaci wielokrotnych pobić, w wyniku których pokrzywdzony doznał obrażeń ciała w postaci złamania kości nosa, wybicia zębów, co stanowiło represje w związku z prowadzoną przez niego działalnością niepodległościową. (S. 97/14/Zk)[1]
- Śledztwo w sprawie zbrodni komunistycznej, stanowiącej zbrodnię przeciwko ludzkości, polegającej na znęcaniu się fizycznym i moralnym nad pozbawionym wolności Stanisławem P., w okresie od dnia 13 października 1945 r. do czasu bliżej nieustalonego w 1946 r., przez funkcjonariuszy Powiatowego Urzędu Bezpieczeństwa Publicznego w Radomiu oraz stosowaniu niedozwolonych metod śledczych w postaci wielokrotnych pobić, w wyniku których pokrzywdzony doznał trwałego uszczerbku na zdrowiu, co było jednym z elementów stosowania wobec pokrzywdzonego represji z powodów politycznych. (S. 99/14/Zk)[1]
- Śledztwo w sprawie zbrodni komunistycznej, stanowiącej zbrodnię przeciwko ludzkości, polegającej na znęcaniu się fizycznym nad pozbawionym wolności Romanem G., w okresie sześciu tygodni przed datą wydania wyroku, tj. przed dniem 20 lipca 1946r., przez funkcjonariuszy Powiatowego Urzędu Bezpieczeństwa Publicznego w Radomiu, polegającej na stosowaniu niedozwolonych metod śledczych poprzez zadawanie uderzeń rękoma po całym ciele przez funkcjonariuszy, przekraczających w ten sposób swą władzę, wykonujących czynności służbowe w toku prowadzonego śledztwa, co stanowiło represje w związku z prowadzoną przez pokrzywdzonego działalnością niepodległościową. (S. 121/14/Zk)[1]
- Śledztwo w sprawie zbrodni komunistycznej, polegającej na znęcaniu się fizycznym i moralnym nad pozbawionym wolności Marianem C. w Powiatowym Urzędzie Bezpieczeństwa Publicznego w Radomiu, w okresie od 21 maja 1947 r. i przez okres dalszych czterech miesięcy oraz stosowaniu niedozwolonych metod śledczych w postaci bicia po całym ciele i używania przemocy, co stanowiło represje w związku z prowadzoną działalnością niepodległościową. (S. 152/13/Zk)[2]
- Śledztwo w sprawie zbrodni komunistycznej, stanowiącej zbrodnię przeciwko ludzkości, polegającej na znęcaniu się fizycznym w celu uzyskania określonej treści wyjaśnień, nad pozbawionym wolności Edwardem G., w okresie od czerwca do września 1949 r., przez funkcjonariuszy Urzędu Bezpieczeństwa Publicznego w Radomiu, polegającej na stosowaniu niedozwolonych metod śledczych w postaci wielokrotnego brutalnego pobicia po całym ciele i kopania, co stanowiło represje w związku z prowadzoną przez pokrzywdzonego działalnością niepodległościową. (S. 80/14/Zk)[2]
- Śledztwo w sprawie zbrodni komunistycznej, stanowiącej zbrodnię przeciwko ludzkości, polegającej na znęcaniu się fizycznym i moralnym nad pozbawionym wolności Stanisławem K., w okresie od 18 października 1946 r. do 20 listopada 1946 r., przez funkcjonariuszy Powiatowego Urzędu Bezpieczeństwa Publicznego w Radomiu, co było jednym z elementów stosowania wobec pokrzywdzonego represji z powodów politycznych. (S. 60/14/Zk)[2]
- Śledztwo w sprawie zbrodni komunistycznej, stanowiącej również zbrodnię przeciwko ludzkości, polegającej na fizycznym i moralnym znęcaniu się nad Stefanem B. w okresie od dnia 23 września 1950 r. do końca 1950 r., przez funkcjonariuszy Powiatowego Urzędu Bezpieczeństwa Publicznego w Radomiu oraz stosowaniu niedozwolonych metod śledczych w postaci bicia po całym ciele w czasie prowadzonego przeciwko niemu postępowania karnego, co było przejawem represji i poważnego prześladowania z powodu jego przynależności do podziemia niepodległościowego. (S. 122/13/Zk)[2]
- Śledztwo w sprawie zbrodni komunistycznej, stanowiącej zbrodnię przeciwko ludzkości, polegającej na znęcaniu się fizycznym i moralnym oraz stosowaniu niedozwolonych metod śledczych i biciu po całym ciele Bronisławę I., w październiku 1945 r. w Radomiu, przez funkcjonariuszy państwa komunistycznego z Powiatowego Urzędu Bezpieczeństwa Publicznego w Radomiu, podczas śledztwa zakończonego wydaniem wyroku przez Wojskowy Sąd Rejonowy w Kielcach na sesji wyjazdowej w Radomiu. (S. 12/14/Zk)[2]
- Śledztwo w sprawie zbrodni komunistycznej, stanowiącej również zbrodnię przeciwko ludzkości, polegającej na fizycznym i moralnym znęcaniu się nad Stefanem Ch. w okresie od dnia 4 lutego 1946 r. i przez kolejne dwa miesiące, przez funkcjonariuszy Powiatowego Urzędu Bezpieczeństwa Publicznego w Radomiu oraz stosowaniu niedozwolonych metod śledczych w postaci wielokrotnych pobić, w wyniku których pokrzywdzony doznał obrażeń ciała między innymi w postaci złamania szczęki, co stanowiło represje w związku z prowadzoną przez niego działalnością niepodległościową. (S. 96/14/Zk)[2]
- Śledztwo w sprawie zbrodni komunistycznej, stanowiącej zbrodnię przeciwko ludzkości, polegającej na znęcaniu się fizycznym i moralnym nad pozbawionym wolności Franciszkiem K., w okresie od dnia 8 lipca 1950 r. do daty bliżej nieustalonej, przez funkcjonariuszy Powiatowego Urzędu Bezpieczeństwa Publicznego w Radomiu oraz stosowaniu niedozwolonych metod śledczych w postaci bicia po całym ciele, w wyniku czego pokrzywdzony doznał urazu kręgosłupa, co było jednym z elementów stosowania wobec pokrzywdzonego represji z powodów politycznych (S. 104/14/Zk)[2]
- Śledztwo w sprawie zbrodni komunistycznej, stanowiącej zbrodnię przeciwko ludzkości, polegającej na znęcaniu się fizycznym nad pozbawionym wolności Józefem S., w okresie od dnia 7 grudnia 1946 r. do dnia bliżej nieustalonego w trzeciej dekadzie grudnia 1946 r., przez funkcjonariuszy Powiatowego Urzędu Bezpieczeństwa Publicznego w Radomiu, polegającej na stosowaniu niedozwolonych metod śledczych poprzez zadawanie uderzeń rękoma i kolbą pistoletu po całym ciele przez funkcjonariuszy przekraczających w ten sposób swą władzę, wykonujących czynności służbowe w toku prowadzonego śledztwa, co stanowiło represje w związku z prowadzoną przez pokrzywdzonego działalnością niepodległościową. (S. 116/14/Zk)[2]

## Upamiętnienie
W 2008 roku Instytut Pamięci Narodowej zaprezentował na wystawie „Twarze radomskiej bezpieki” biogramy 78 funkcjonariuszy Urzędów Bezpieczeństwa i Służby Bezpieczeństwa, pracujących w latach 1945–1990 w regionie radomskim. Wystawa miała miejsce w Ośrodku Kultury i Sztuki Resursa Obywatelska w Radomiu, a następnie odwiedziła inne większe miasta regionu radomskiego.
Planowane jest umieszczenie tablicy upamiętniającej ofiary i więźniów Miejskiego Urzędu Bezpieczeństwa Publicznego z lat 1945-47 na budynku przy ul. Moniuszki 9, gdzie mieściła się w tych latach siedziba MUBP.